# ジェネシス (ジェネシスのアルバム)
『ジェネシス』（Genesis）は、ジェネシスが1983年に発表した12作目のスタジオ・アルバム。

## 背景
ライブ・アルバム『スリー・サイズ・ライヴ』（1982年）から本作発表までの間に、各メンバーはそれぞれ自身2作目のソロ・アルバムを発表した。1982年にはマイク・ラザフォードの『眩惑のマクシーン（原題：Acting Very Strange）』とフィル・コリンズの『フィル・コリンズ 2:心の扉』がリリースされ、1983年6月にはトニー・バンクスの『ザ・フュージティヴ』がリリースされている。
『アバカブ』（1981年）以降のアルバムでエンジニアを務めていたヒュー・パジャムが、本作よりプロデューサーとしても参加した。「ママ」はドラムマシンとコード・シークエンスから作られた曲で、「セカンド・ホーム・バイ・ザ・シー」と「シルヴァー・レインボウ」ではシモンズ製のエレクトリック・ドラムが使用された。

## 反響・評価
全英アルバムチャートではジェネシスにとって3作目の1位獲得作品となり、51週チャート・インした。ニュージーランドでは1983年11月11日付のアルバム・チャートで初登場11位となり、その後合計126週トップ50入りするロング・ヒットとなって、リリースから3年以上後の1987年2月から3月にかけて、合計4週にわたり2位を記録した。アメリカのBillboard 200では9位に達し、バンドにとって3作目のトップ10入りとなった。
本作からは「ママ」（全英4位・全米73位）、「ザッツ・オール」（全英16位・全米6位）、「イリーガル・エイリアン」（全英46位・全米44位）、「オール・トゥー・ハード」（全米50位）といったシングル・ヒットが生まれた。
第27回グラミー賞では、本作が最優秀ロック・ボーカル・パフォーマンス賞（デュオ・グループ）にノミネートされ、「セカンド・ホーム・バイ・ザ・シー」が最優秀ロック・インストゥルメンタル・パフォーマンス賞にノミネートされた。
音楽評論家のStephen Thomas Erlewineはオールミュージックにおいて「本作はいささか、すべてにおいて過剰である―過剰にポップ、過剰に芸術的、過剰にばかばかしい―そして、それらはまとまりを見せていないが、たとえ長年のファンが愛聴しなくとも、これらの要素の大部分はそれぞれ力強く、トリオの自信とポップな力が増していったことの証明である」と評している。

## 収録曲
全曲ともフィル・コリンズ、マイク・ラザフォード、トニー・バンクスの共作。
1. 「ママ」 - "Mama" - 6:52
2. 「ザッツ・オール」 - "That's All" - 4:26
3. 「ホーム・バイ・ザ・シー」 - "Home by the Sea" - 5:07
4. 「セカンド・ホーム・バイ・ザ・シー」 - "Second Home by the Sea" - 6:07
5. 「イリーガル・エイリアン」 - "Illegal Alien" - 5:15
6. 「オール・トゥー・ハード」 - "Taking It All Too Hard" - 3:58
7. 「ジャスト・ア・ジョブ・トゥ・ドゥ」 - "Just a Job to Do" - 4:47
8. 「シルヴァー・レインボウ」 - "Silver Rainbow" - 4:30
9. 「イッツ・ゴナ・ゲット・ベター」 - "It's Gonna Get Better" - 5:14

## 参加ミュージシャン
- フィル・コリンズ - ボーカル、ドラムス、パーカッション
- マイク・ラザフォード - ギター、ベース、バッキング・ボーカル
- トニー・バンクス - キーボード、バッキング・ボーカル